# 1938 en Alberta
Chronologie de l'Alberta
- 1934
- 1935
- 1936
- 1937
- 1938
- 1939
- 1940
- 1941
- 1942

Cette page concerne des événements qui se sont produits durant l'année 1938 dans la province canadienne de l'Alberta.

## Politique
- Premier ministre : William Aberhart du Crédit social
- Chef de l'Opposition :
- Lieutenant-gouverneur : John Campbell Bowen
- Législature :

## Événements
- Construction à Edmonton de la première mosquée du Canada, la mosquée Al-Rashid.

## Naissances
- 11 février : Don S. Williams, né Donald William Schlit  à Edmonton et mort le 28 octobre 2018[1], acteur, réalisateur, scénariste, producteur, chorégraphe, animateur et homme politique canadien. En France, il est principalement connu pour avoir incarné le rôle du First Elder (l'un des chefs de la conspiration mondiale visant à cacher l'existence des extraterrestres) dans la série télévisée fantastique The X-Files.

- 24 mai : Tommy Chong, acteur, humoriste, scénariste, réalisateur, producteur et musicien canadien à Edmonton. Il est principalement connu pour son duo comique "Cheech & Chong" avec l'acteur Cheech Marin avec qui il tourne de nombreuses comédies sur la marijuana. Il a également incarné durant plusieurs saisons le hippie Leo dans la série télévisée That '70s Show.